# Cockacoeske
Cockacoeske, född omkring 1640, död 1686, var en uramerikansk hövding. Hon nämns som regerande drottning (Weroansqua) av Pamunkey-stammen i Virginia mellan 1656 och 1686. Hon efterträdde Totopotomoi och efterträddes av sin systerdotter Queen Betty, som möjligen var samma person som Queen Ann. Hon var den första av Virginias hövdingar att signera Treaty of 1677, ett fördrag som garanterade regionens urinvånares rättigheter i utbyte mot deras samarbete med engelsmännen. 